# Seyyed Raḩmān
Seyyed Raḩmān (persiska: سیّد رحیم, Seyyed Raḩīmeh) är en ort i Iran.   Den ligger i provinsen Khuzestan, i den västra delen av landet, 500 km sydväst om huvudstaden Teheran. Seyyed Raḩmān ligger 43 meter över havet och antalet invånare är 616.
Terrängen runt Seyyed Raḩmān är platt, och sluttar söderut. Runt Seyyed Raḩmān är det ganska tätbefolkat, med 144 invånare per kvadratkilometer. Närmaste större samhälle är Alvān, 15,2 km norr om Seyyed Raḩmān. Trakten runt Seyyed Raḩmān består till största delen av jordbruksmark.